# Бондарі (Лубенський район)
Бондарі́ — село в Україні, у Чорнухинській селищній громаді Лубенського району Полтавської області. До 2018 орган місцевого самоврядування — Харсіцька сільська рада. До 17 липня 2020 року належало до Чорнухинського району Полтавської області.
Населення становить 232 особи.

## Географія
Село розташоване за 2,5 км від лівого берега річки Многа на відстані 1,5 км від села Нехристівка і за 2,5 км від села Харсіки. По селу протікає пересихаючий струмок з загатою. На околиці села розташований ландшафтний заказник «Балка Мангаревщина».